# سد دونگجیانگ
سد دونگجیانگ (به لاتین: Dongjiang Dam) یک سد قوسی در چین است که در Zixing, Chenzhou, Hunan Province واقع شده‌است.